# Canavalia hawaiiensis
Canavalia hawaiiensis är en ärtväxtart som beskrevs av Degener och Al. Canavalia hawaiiensis ingår i släktet Canavalia och familjen ärtväxter. IUCN kategoriserar arten globalt som sårbar. Inga underarter finns listade i Catalogue of Life.

## Bildgalleri

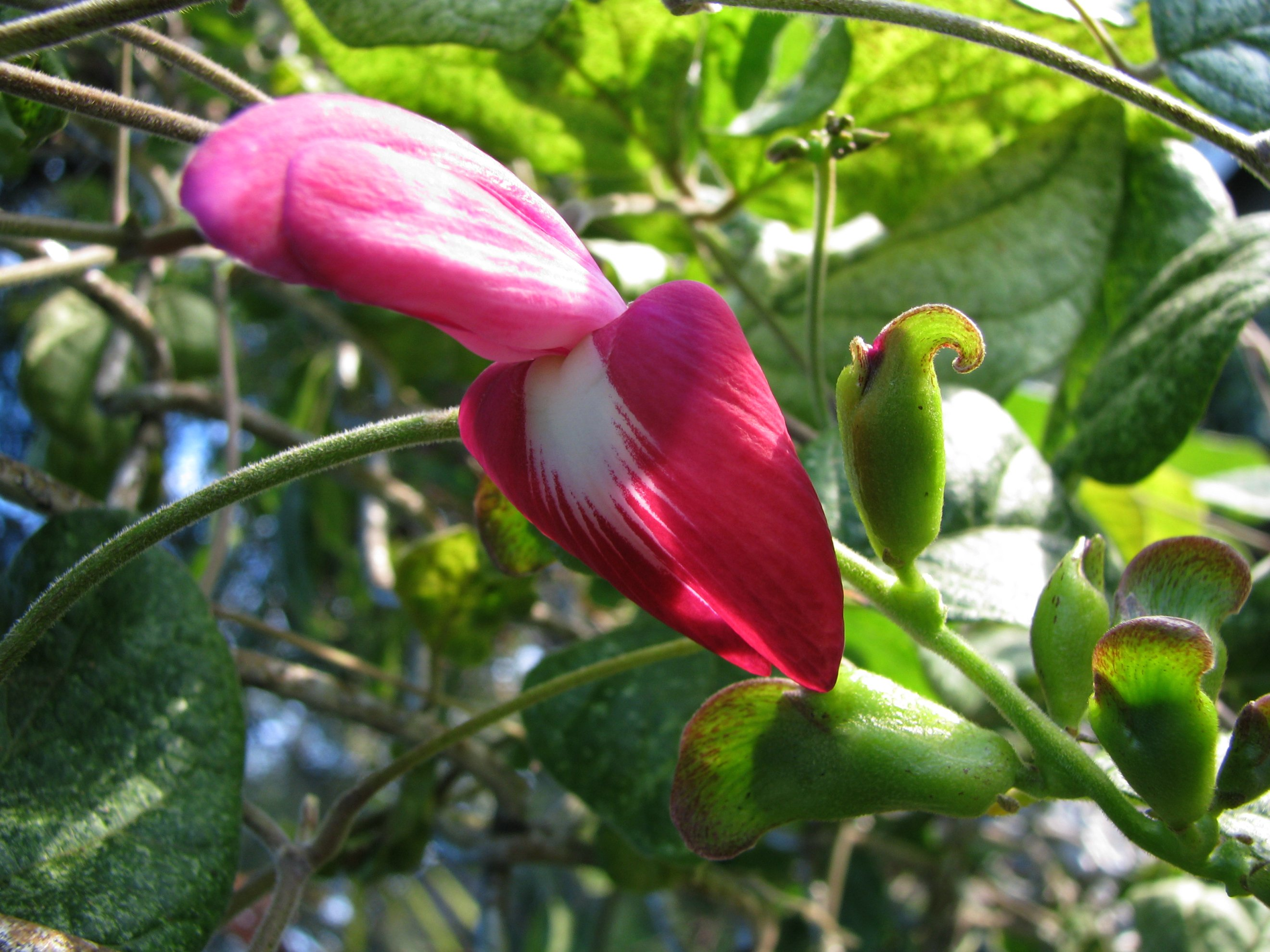
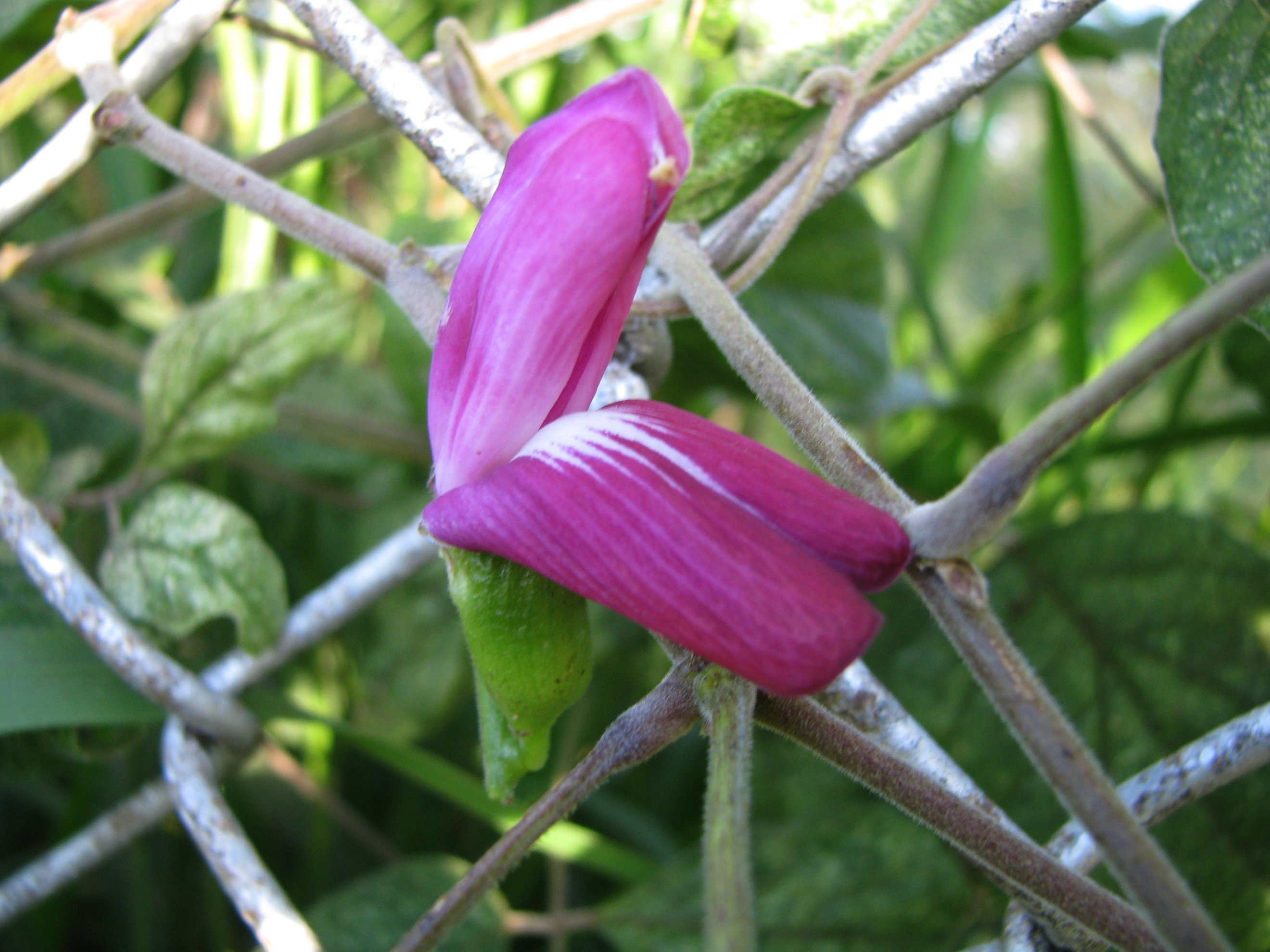
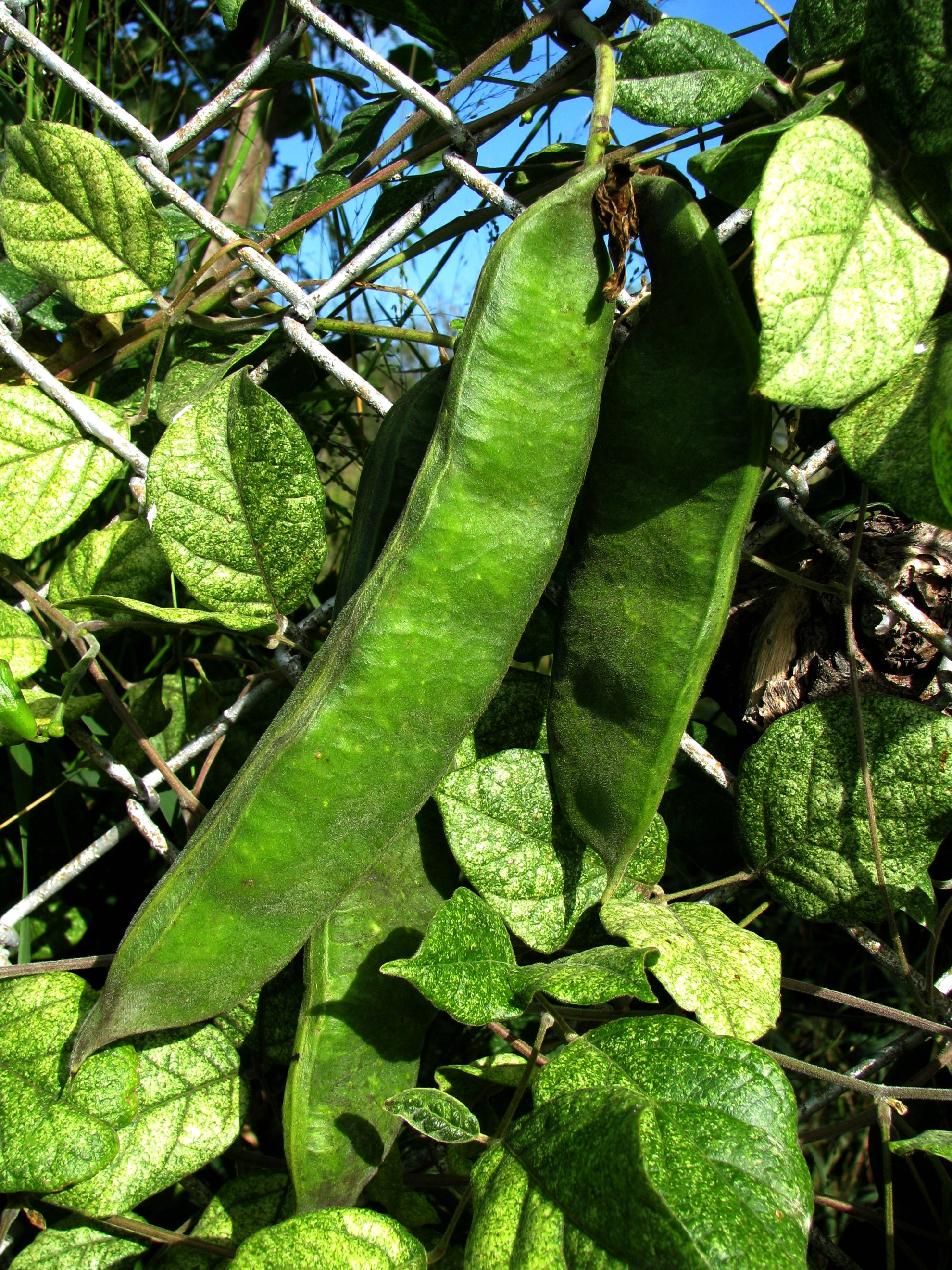
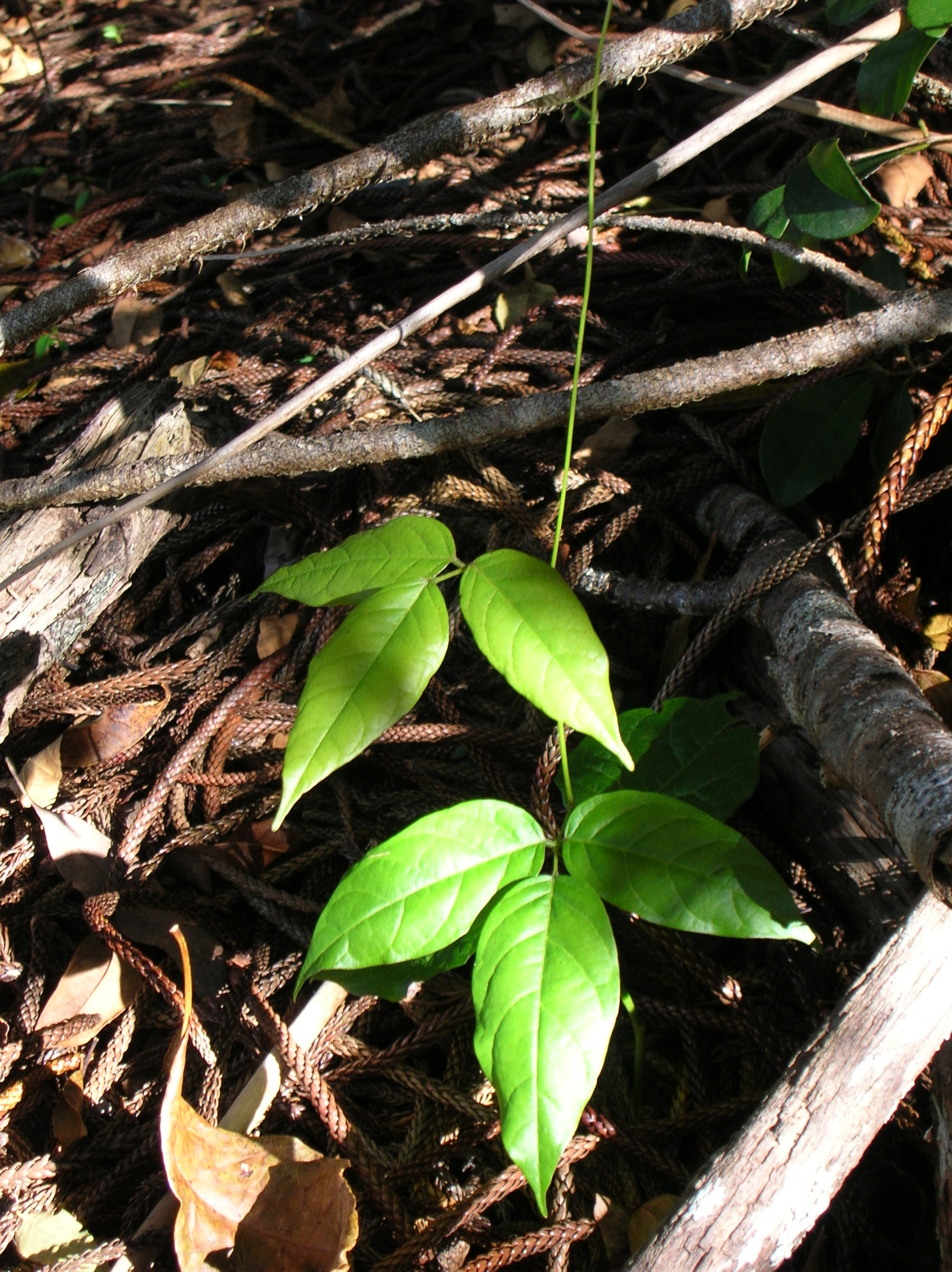